# وزارة الموارد الطبيعية (الصومال)
وزارة الموارد الطبيعية هي الوزارة المسؤولة عن الموارد الطبيعية في جمهورية الصومال الفيدرالية في 17 يناير 2014 ، قسّم رئيس الوزراء الصومالي عبد الولي شيخ أحمد الحقيبة الوزارية إلى وزارات الزراعة والموارد المعدنية وصيد الأسماك والموارد البحرية والبيئة والثروة الحيوانية والطاقة والمياه.